# Modrý Kameň
Modrý Kameň (în germană Blauenstein, în maghiară Kékkő') este un oraș din Slovacia. Localitatea se află la altitudinea de 250 m deasupra n.m., se întinde pe o suprafață de 19,64 km2 și în 2017 număra 1597 de locuitori.

## Istoric
Localitatea Modrý Kameň este atestată documentar din 1290.

## Demografie
| An:                | 1994 | 2004   | 2014    | 2024   |
| ------------------ | ---- | ------ | ------- | ------ |
| Număr de persoane: | 1437 | 1459   | 1615    | 1630   |
| Diferență:         |      | +1,53% | +10,69% | +0,92% |

| An:                | 2023 | 2024   |
| ------------------ | ---- | ------ |
| Număr de persoane: | 1659 | 1630   |
| Diferență:         |      | −1,74% |